# Suzanne Comhaire-Sylvain
Suzanne Comhaire-Sylvain, född 1898, död 1975, var en haitisk antropolog.
Hon tillhörde de första kvinnor som accepterades vid Haitis statliga universitet, och blev Haitis första kvinnliga antropolog. Hennes syster Yvonne Sylvain blev landets första kvinnliga läkare, och hennes andra syster Madeleine Sylvain-Bouchereau blev dess första kvinnliga jurist. 